# Cádiz (stad)
Cádiz is een havenstad in Zuidwest-Spanje. Cádiz is gelegen in Andalusië, aan de Golf van Cádiz en telt zo'n 116.000 inwoners (2019). Het is een van de Andalusische havensteden die niet aan de Middellandse Zee liggen, noordwestelijk van de Zuilen van Hercules. De goed beschutte haven is een in- en uitvoerhaven en fungeert als vissers- en passagiershaven, met onder meer een veerdienst op de Canarische Eilanden. De industrie omvat scheepsbouw en -reparatie (een van de grootste werven van Spanje) maar ook machine- en vliegtuigindustrie. Er is een militair vliegveld. Cádiz ligt op de punt van een smalle landtong en wordt aan drie zijden door water omgeven; een 1400 meter lange verkeersbrug verbindt de stad via de kortste weg met de vastelandzijde. Ook is er een verbinding met San Fernando in het zuiden. De belangrijkste gebouwen zijn de neoclassicistische kathedraal (1722-1838; met museum) en de Filippo-Nerikerk met werken van Murillo.
De stad kende jarenlang een enorm mobiliteitsprobleem. Dat is verholpen door de bouw van de Puente de la Constitución de 1812 (Brug van de Grondwet van 1812), een brug over de Baai van Cádiz die de stad Cádiz verbindt met het vasteland bij Puerto Real. De bouw van deze brug is in 2015 afgerond.

## Geschiedenis
Cádiz werd rond 1100 v.Chr. gesticht door kolonisten uit het Fenicische Tyrus, onder de naam Gadir, wat ommuurde stad betekent.
Volgens een andere bron ontstond de stad pas in de 9e eeuw v.Chr. De huidige landtong was destijds nog een eiland, waardoor de stad, die op de noordwestelijke punt ervan lag, relatief eenvoudig te verdedigen was. Het hoofddoel van de stichters was door middel van handel het zilver te verkrijgen dat in de streek rond het huidige Huelva door de lokale heersers, volgens sommigen de legendarische stadstaat Tartessos, gewonnen werd. Gadir was de belangrijkste Fenicische stad van het Iberische Schiereiland. Omstreeks 500 v.Chr. nam Carthago, oorspronkelijk eveneens een kolonie van Tyrus, de stad over.
Later werd het deel van het Romeinse Rijk en kreeg het de naam Gades (209 v.Chr.). Door de Visigoten verwoest, werd Cádiz vanaf 711 opnieuw een grote uitvoerhaven onder de Moren, maar verviel in 1262 nadat de Castiliaanse vorsten het beheersten.
Groot was de bloei na de ontdekking van Amerika door Christoffel Columbus. In september 1493 vertrok hij vanuit Cádiz voor de tweede keer naar Amerika. De Spaanse kroon maakte Sevilla het centrum voor de handel met Amerika, maar het lag ver van de kust aan de ondiepe en meanderende Guadalquivir. De schepen werden uitgerust en deels beladen in Sevilla, maar Cádiz werd ook aangedaan om de laatste proviand en lading in te nemen. Als thuisbasis van de Zilvervloot werd het vele malen door de Engelsen en Nederlanders aangevallen. In 1596 hebben ze stad ingenomen en geplunderd waardoor een programma werd gestart om de verdediging van de stad te verbeteren. De hoeveelheid lading via Cádiz begon die van Sevilla te overtreffen en in 1680 werd Cádiz de officiële haven voor de handel op Amerika. In 1717 kwamen daar belangrijke administratieve functies en handelsbelangen bij, de Spaanse kroon besloot de Casa de Contratación te verhuizen van Sevilla naar Cádiz.

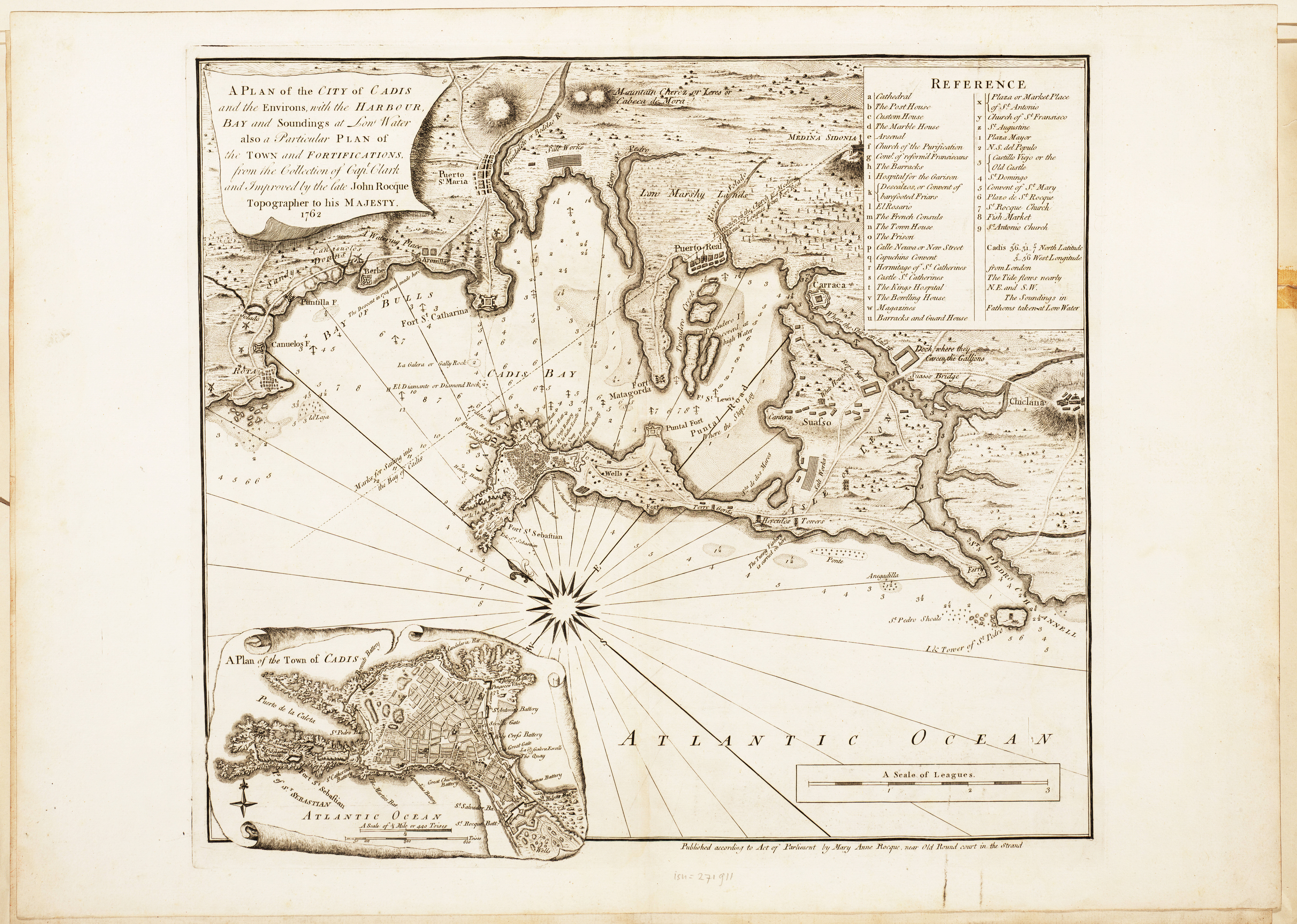
Kaart van de stad uit 1762

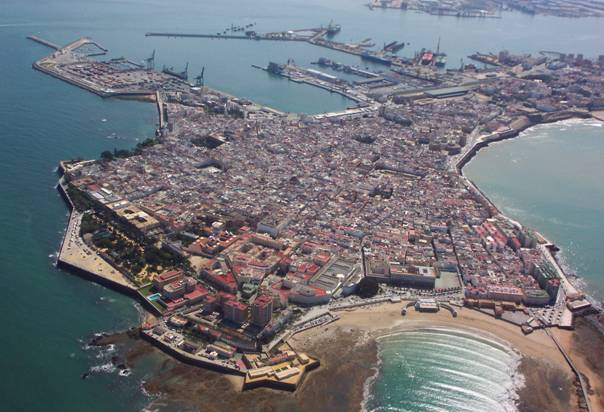
Luchtfoto oude centrum

Officieel mochten alleen Spanjaarden handelen met de koloniën, maar veel buitenlanders wilden hiervan meeprofiteren. Zij kwamen naar Cádiz en maakten gebruik van stromannen, tegen een vergoeding lieten deze Spanjaarden de lading op hun naam zetten. Verder kwamen veel van de goederen voor de koloniën uit het buitenland, zoals Engeland, Nederland en Frankrijk. De handelsbedrijven hadden vertegenwoordigers in Cádiz om hun belangen te behartigen. Tijdens de 16e, 17e en 18e eeuw verbleven in de stad ook veel Vlamingen en Brabanders. Hun aanwezigheid was het grootst rond 1700. De plaatselijke archieven omvatten een kleine 700 testamenten van toenmalige kooplieden, afkomstig uit Antwerpen, Brugge en Gent, maar ook uit kleinere plaatsen zoals Koekelare, Zonnebeke, Rupelmonde en Okegem.
In 1808 viel het leger van Napoleon Spanje binnen. Het land werd bezet, maar de Spanjaarden verzetten zich hevig. Cádiz werd door de Fransen belegerd maar niet ingenomen. In 1812 werd het middelpunt van de nationale beweging, er werd zelfs de eerste Spaanse grondwet geschreven, in 1820 en 1868 uitgangspunt van liberale revolutie. Na het verlies van de Spaanse koloniën in Amerika werd de nationale rol van Cádiz aanmerkelijk kleiner.
In de Spaanse Burgeroorlog viel Cádiz al redelijk vroeg in de handen van de Nationalistische factie. Het speelde een belangrijke rol in de aanvoer van militairen en militair materieel uit Spaans-Marokko. Op 18 augustus 1947 explodeerde een grote lading explosieven in een munitiedepot van de Spaanse marine. De schade was enorm en zo'n 150 mensen kwamen om het leven en duizenden raakten gewond.

## Demografische ontwikkeling
Bron: INE; 1857-2011: volkstellingen
Opm: Bevolkingscijfers in duizendtallen

## Klimaat

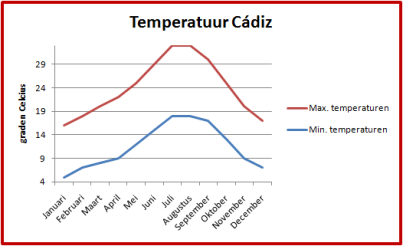
Langjarige gemiddelden van de minimum- en maximumtemperatuur in Cádiz

Cádiz heeft een mediterraan klimaat of Csa volgens de klimaatclassificatie van Köppen. De gemiddelde jaartemperatuur was 18,6°C in de periode 1981-2010. De gemiddelde temperaturen in de warmste maand (augustus) was 27,9°C, terwijl dit 9,4°C was in de koudste maand (januari). De gemiddelde hoeveelheid neerslag is ruim 550 millimeter per jaar waarvan veruit het grootste deel valt in de winter.

## Prominente bouwwerken
- Haven
- Romeins Theater
- Kathedraal van Cádiz, met onder anderen Manuel de Falla in de crypte
- Verdedigingswerken, waaronder de kastelen van San Sebastián en Santa Catalina en de bastions van Puerta de Tierra
- Monument grondwet 1812
- Theater Gran Teatro Falla, in 1905 gebouwd in neo-mudejar-stijl (imitatie-Moors)
- Museo de Cádiz
- De verkeersbruggen Puente de la Constitución de 1812 en Puente José León de Carranza
- Torre Tavira, voormalige officiële uitkijktoren van de haven van Cádiz
- Twee bijzondere en hoge hoogspanningsmasten

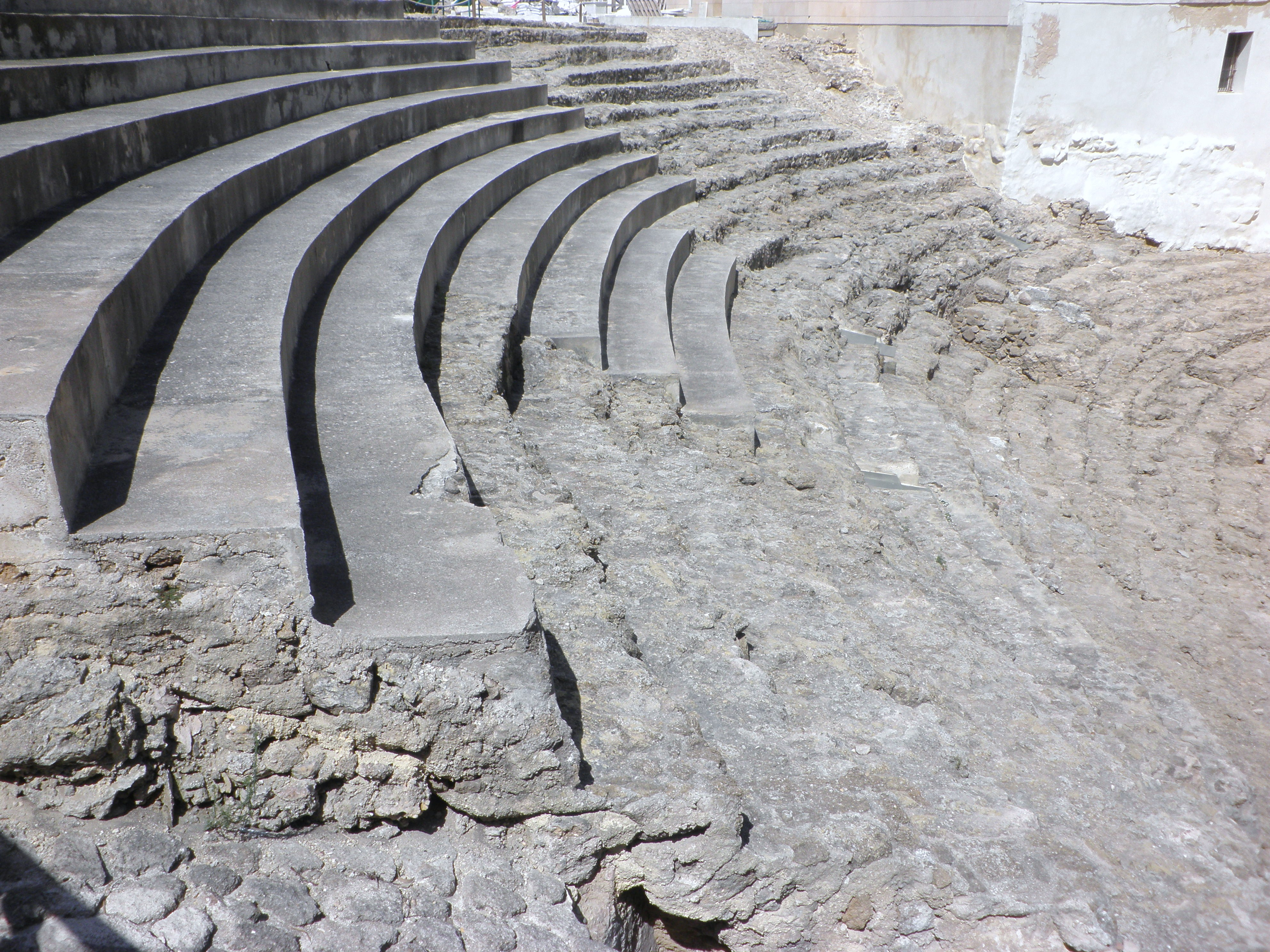
Het Romeinse theater van Cadiz
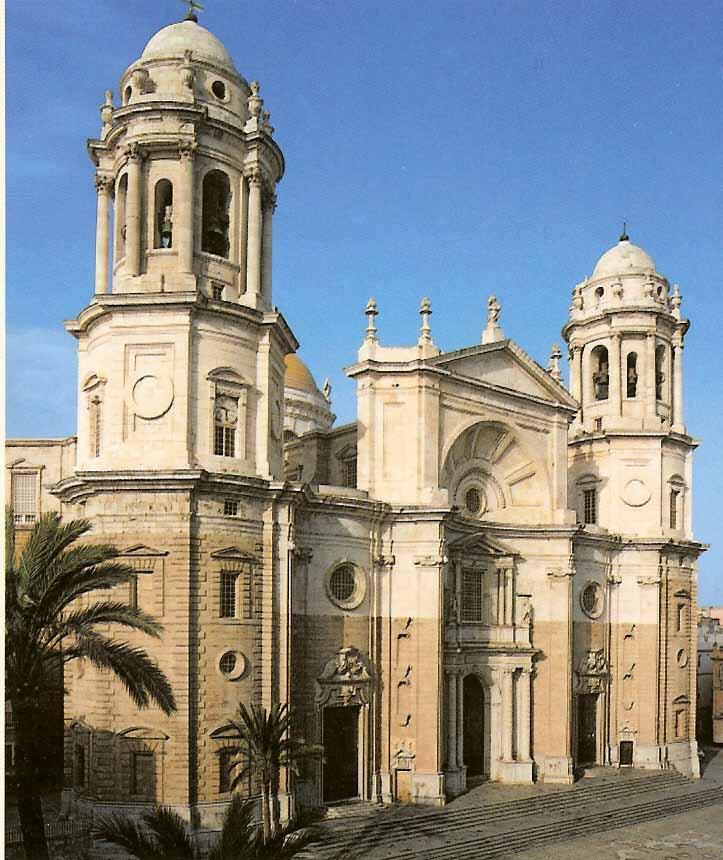
Kathedraal van Cádiz
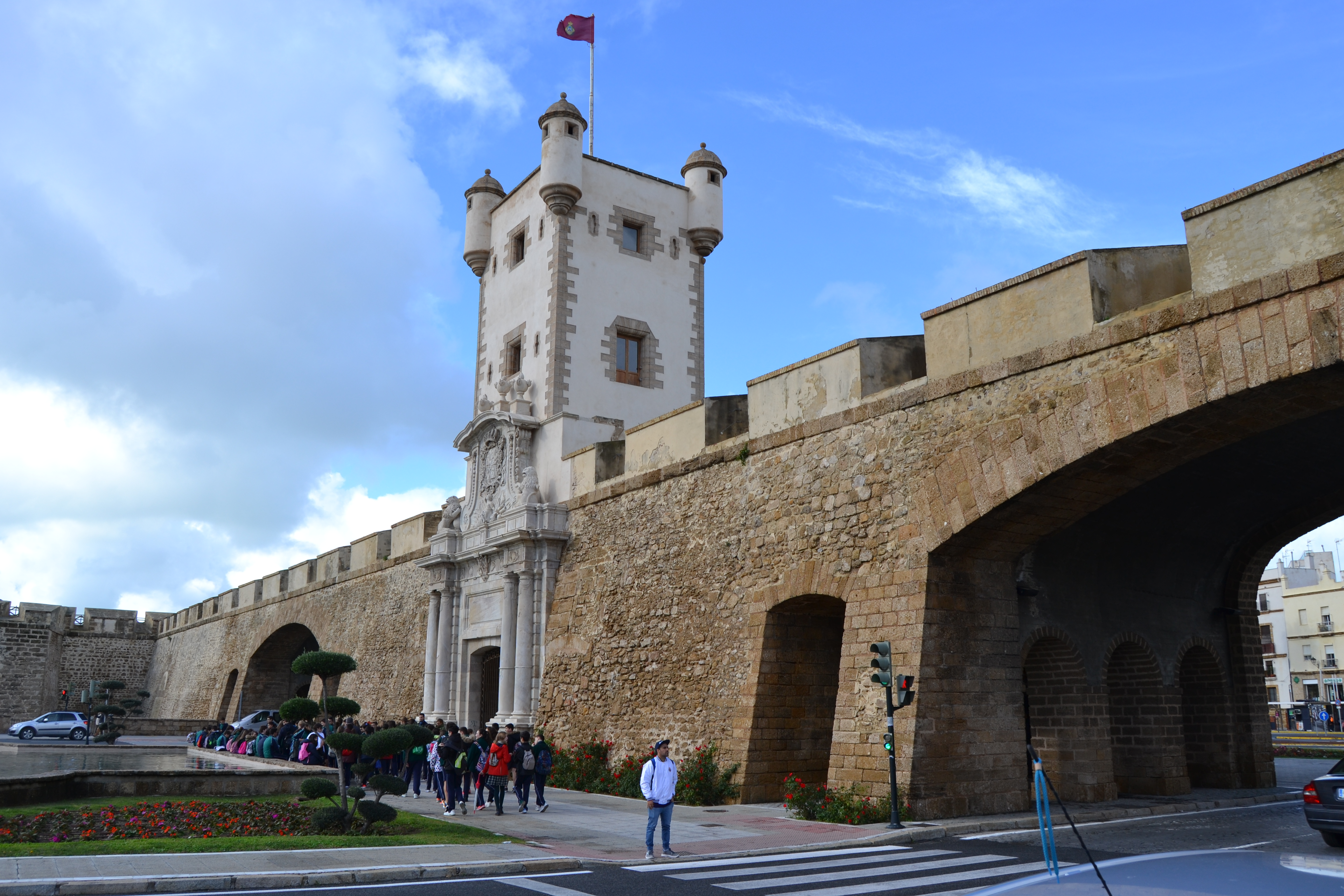
De verdedigingswerken bij de poort Puerta de Tierra
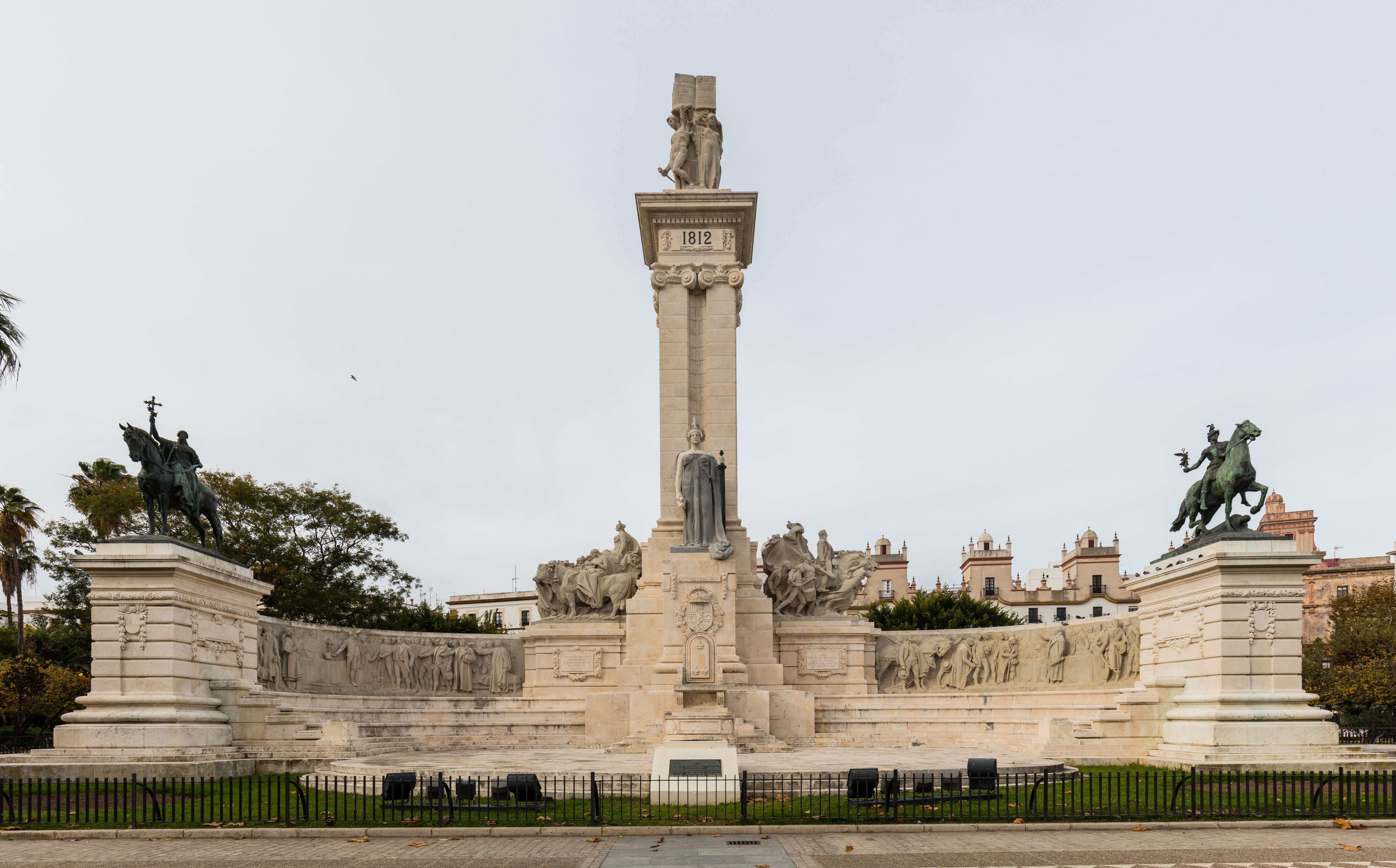
Monument grondwet 1812
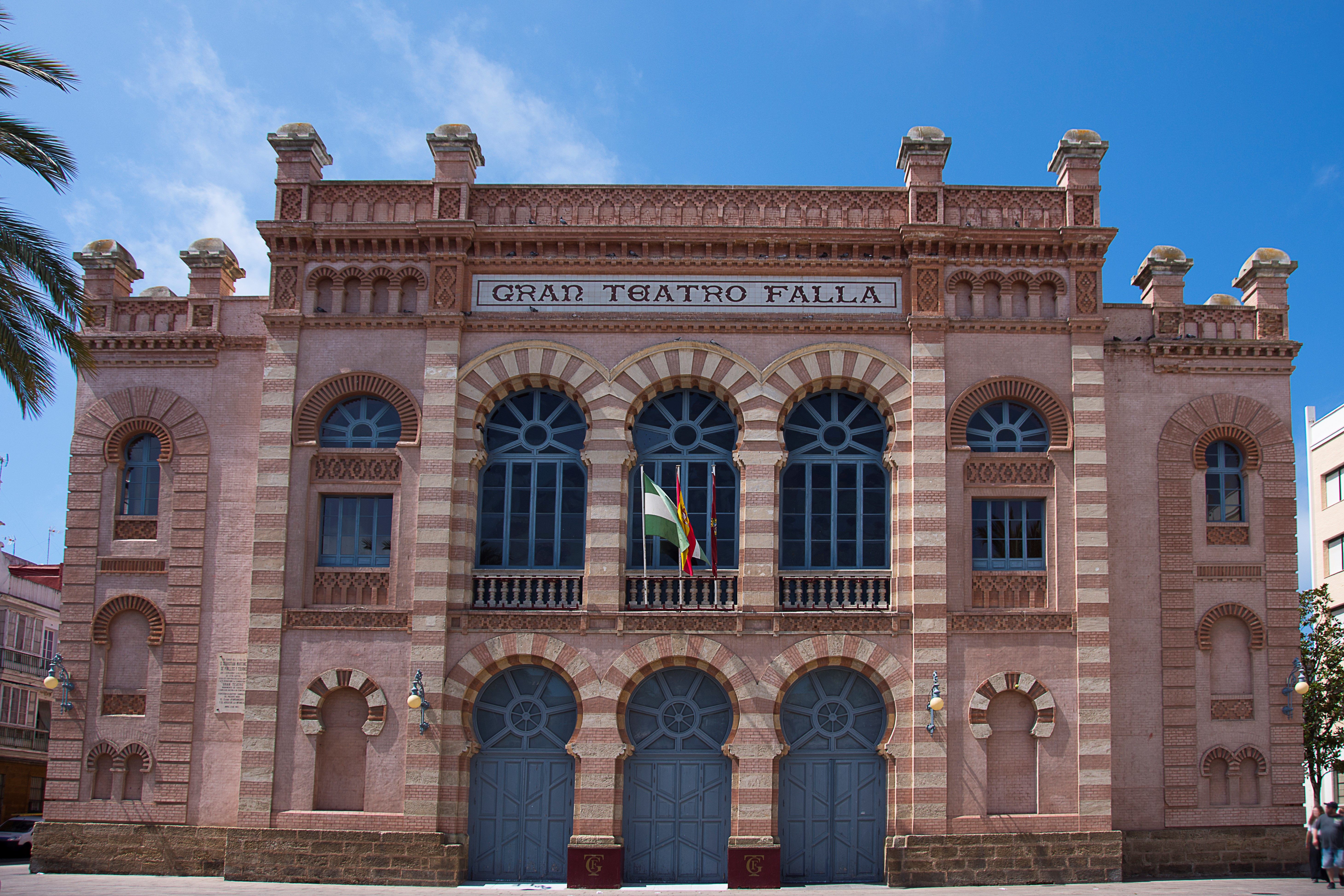
Gran Teatro Falla

## Carnaval

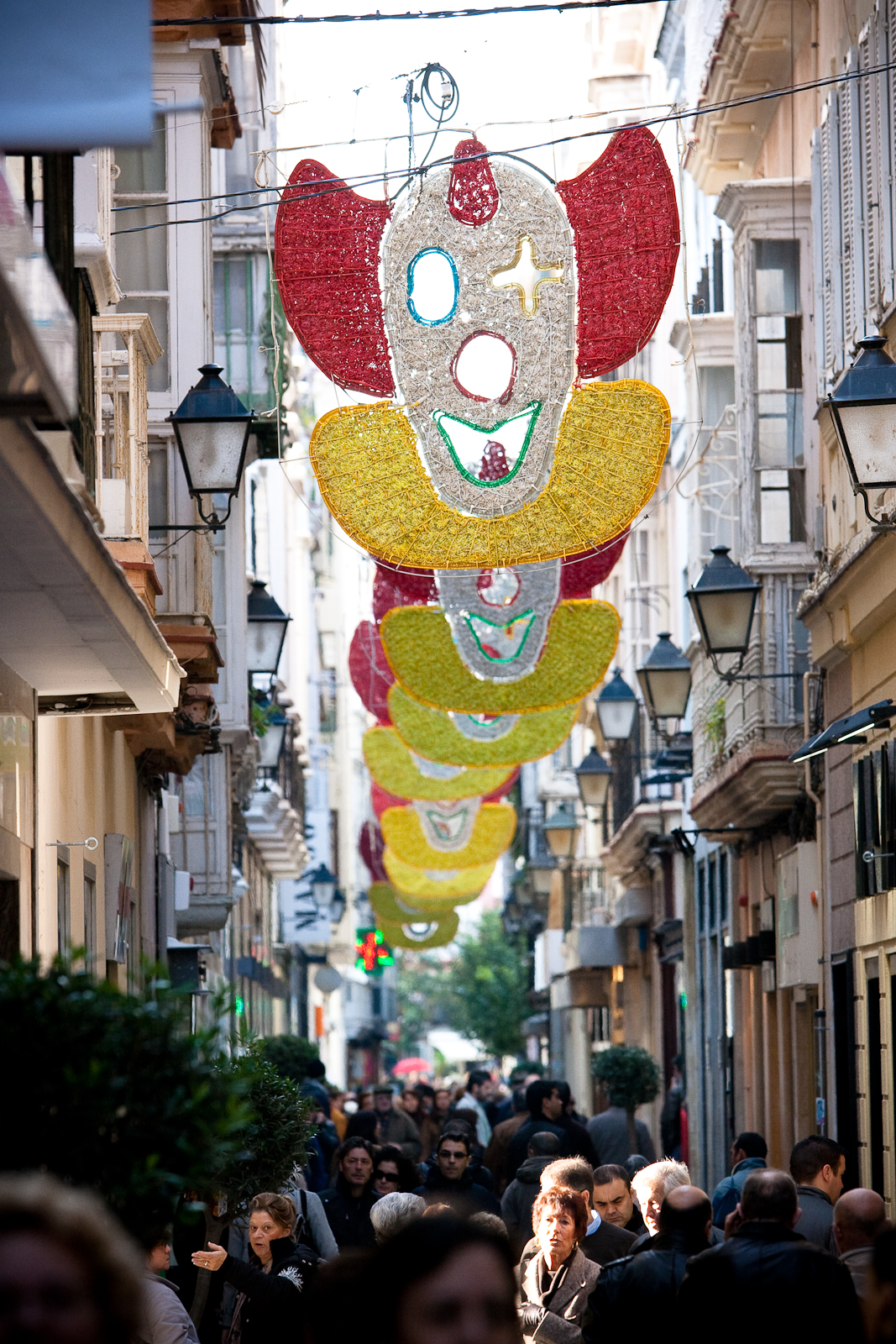
De Calle de Columela in het centrum van Cádiz tijdens carnaval

Het carnaval van Cádiz is een traditie die terugreikt tot eind 16e eeuw. Van 1937 tot en met 1947 was het onder de dictatuur van generaal Francisco Franco verboden. Om de bevolking van Cádiz, diep geschokt door de mijnramp van augustus 1947, op te monteren, werd vanaf 1948 een sterk gereguleerd carnaval weer toegestaan. 
In Cádiz bestaan talrijke officiële festiviteiten, die op dit gereguleerde feest teruggaan. Zo wordt jaarlijks in het Gran Teatro Falla een concours gehouden voor de verkiezing van de beste carnavalsdansen en -liedjes. Dit concours heet COAC (Concurso oficial de agrupaciones carnavalescas). Er worden drie prijzen toegekend in vier verschillende categorieën voor zang, muziek en dans:
- Chirigota
- Comparsa
- Coro
- Cuarteto

Na de val van de dictatuur in 1975 is er ook een minder formeel carnaval ontstaan, maar het officiële Carnaval de Cádiz blijft overheersen; het is een evenement van nationaal niveau in Spanje.

## Sport
Cádiz CF is de professionele voetbalclub van Cádiz en speelt in het stadion Estadio Ramón de Carranza. De club speelde meerdere seizoenen op het hoogste Spaanse niveau, de Primera División.
De Trofeo de Carranza wordt uitgereikt aan het winnende team van het voetbaltoernooi Torneo Ramón de Carranza, dat jaarlijks gehouden wordt in het stadion Estadio Ramón de Carranza.
In 2003 vonden in Cádiz de Wereldkampioenschappen zeilen plaats.

## Stedenbanden
- A Coruña (Spanje)
- Buenos Aires (Argentinië), sinds 1975
- Havana (Cuba)
- Santa Cruz de Tenerife (Spanje)

## Geboren
- George Meade (1815-1872), Amerikaans beroepsofficier en Noordelijke generaal tijdens de Amerikaanse Burgeroorlog
- Juan Bautista Aznar Cabañas (1860-1933), admiraal en premier
- Manuel de Falla (1876-1946), componist
- Mariano Bombarda (1972), Argentijns voetballer
- Daniel Yáñez (2007), voetballer

## Trivia
Door zijn gelijkenis met Havana, de hoofdstad van Cuba en tevens zusterstad van Cádiz, wordt Cádiz ook 'Klein Havana' of het 'Havana van Europa' genoemd. Deze gelijkenis komt met name door de malecón, een wereldberoemde boulevard in de Cubaanse hoofdstad die sterk overeenkomt met de malecón in Cádiz. Om deze reden is de James Bond-film Die Another Day, die zich onder andere afspeelde in Havana, gedeeltelijk opgenomen in Cádiz.